# Geordie Shore/Staffel 1
Die erste Staffel von Geordie Shore, eine britische Reality-TV-Serie findet in Newcastle upon Tyne statt. Ihre Erstausstrahlung begann am 24. Mai 2011 bei MTV. Zusätzlich wurde nach der 1. Staffel ein Special in Magaluf gedreht, welche 2 weitere Folgen beinhaltet. Besondere Handlungsstränge war die Beziehung zwischen Holly und ihrem Freund Dan, welcher außerhalb des Hauses lebt. Am Ende der Staffel trennen sie sich. Auch beginnt die On-/Off-Beziehung zwischen Charlotte und Gaz sowie die angespannte Stimmung zwischen Vicky und Jay. Letztendlich beendeten beide ihre Liaison. Außerdem war dies die einzige Staffel, in der Greg vorkommt. Im Januar 2012 folgte Staffel 2.
| Bewohner  | Staffel 1 | Staffel 1 | Staffel 1 | Staffel 1 | Staffel 1 | Staffel 1 | MM | MM |
| Bewohner  | 1         | 2         | 3         | 4         | 5         | 6         | 1  | 2  |
| Charlotte |           |           |           |           |           |           |    |    |
| Gaz       |           |           |           |           |           |           |    |    |
| Greg      |           |           |           |           |           |           |    |    |
| Holly     |           |           |           |           |           |           |    |    |
| James     |           |           |           |           |           |           |    |    |
| Jay       |           |           |           |           |           |           |    |    |
| Sophie    |           |           |           |           |           |           |    |    |
| Vicky     |           |           |           |           |           |           |    |    |
| --------- | --------- | --------- | --------- | --------- | --------- | --------- | -- | -- |

Legende
| No. in Serie | No. in Staffel | Erstausstrahlung (UK) | Dauer   | Einschaltquoten (UK) | Zusammenfassung |
| ------------ | -------------- | --------------------- | ------- | -------------------- | --- |
| 1            | 1              | 24. Mai 2011          | 45 Min. | 635.000              | Die vier Jungs und Mädels aus Newcastle ziehen voller Erwartungen in ihr neues Zuhause ein und fangen sofort an, das zu machen, was sie am besten können: Sex und Party. Während sich die Damen noch zieren, lassen die Jungs von Anfang an nichts anbrennen und versuchen alles, um ihre Mitbewohnerinnen für sich zu reklamieren. Dabei kommen sich die hübsche Charlotte und der Aufreißer Gaz schon sehr bald ziemlich nahe.                                                  |
| 2            | 2              | 31. Mai 2011          | 45 Min. | 578.000              | Die ersten Dramen spielen sich in der WG ab: Holly beichtet ihrem Freund, dass sie mit Gaz rumgemacht hat. Charlotte hat Liebeskummer, zwischen Jay und Vicky knistert es gewaltig und Greg will sich vor den Jungs beweisen: Er schmeißt eine Dinnerparty mit den Clubbekanntschaften von vergangener Nacht. Während die Jungs noch feixen und die Mädels vor Eifersucht schäumen, vernachlässigen die Geordies jedoch ihre Arbeit bei Anna, was nicht ohne Konsequenzen bleibt. |
| 3            | 3              | 7. Juni 2011          | 45 Min. | 650.000              | Charlotte hatte Sex mit Gaz und alle denken, sie sei jetzt in Gaz verknallt. Dagegen kämpft sie an. Jay feiert seinen 25. Geburtstag und hat Vicky dabei an seiner Seite. Aber die beiden wissen immer noch nicht, was sie wollen, und streiten sich heftig. Und Ärger im Haus ist vorprogrammiert, als plötzlich Hollys Freund vor der Tür steht. |
| 4            | 4              | 14. Juni 2011         | 45 Min. | 610.000              | Vicky und Jay gehen wieder getrennte Wege und haben beschlossen, jetzt so richtig aufzudrehen. Gaz hat stattdessen endlich Chancen bei einer Frau, auf die er seit Jahren steht, und er freut sich zum ersten Mal in seinem Leben auf ein Date. Zwischen den Mädels gibt es Streit, und Vicky fühlt sich hintergangen. Sie will ausziehen. |
| 5            | 5              | 21. Juni 2011         | 60 Min. | 691.000              | Vicky hat herausgefunden, dass die andern über sie gelästert haben und ist am Boden zerstört. Nachdem Holly schon ausgezogen ist, will sie jetzt auch noch gehen. Aber dann steht Holly plötzlich wieder vor der Tür. Das nächste Drama ist vorprogrammiert, denn Vicky ist ins Mädchenzimmer umgezogen und schläft in Hollys Bett … |
| 6            | 6              | 28. Juni 2011         | 60 Min. | 634.000              | Die letzten Tage brechen an. Jay und Vicky streiten sich andauernd. Die Crew geht zu einem Hunderennen und macht fett Party. Holly gerät im Suff in Streit mit Greg und verlässt das Haus, was einen noch größeren Krach zwischen Jay und Vicky auslöst. Charlotte ist sauer mit Gaz, weil er Sex mit einem Mädel im Bett neben ihr hatte. |
| 7            | 7              | 23. August 2011       | 60 Min. | 464.000              | Die Geordie Shore Besetzung geht für die Sommerferien nach Magaluf Die Jungs machen schnell die verlorene Zeit mit den Mädels wieder gut, und Spannungen zwischen Char & Gaz brechen aus und enden im bisher größten Geordie Krach! |
| 8            | 8              | 30. August 2011       | 60 Min. | 490.000              | Es herrscht mehr Magaluf Verrücktheit, als die Geordie Shore Gruppe bewältigen kann. Unter den wachsamen Augen von Charlotte & Vicky umgarnt Gaz weiter die Damenwelt & Holly mischt noch einen Wet T-shirt Wettbewerb auf! |